# Mellan-Gåstjärnen
Mellan-Gåstjärnen är en sjö i Ludvika kommun i Dalarna och ingår i Norrströms huvudavrinningsområde.